# 日本メディアサプライ
日本メディアサプライ株式会社（Japan Media Supply,Co.,Ltd）は、日本のコンテンツ企画、製作、販売会社。

## 概要
映像制作が主体。ハウツー作品、文学他。『人類宇宙への挑戦』12巻セット、『三島由紀夫 戯曲全集 近代能楽集 卒塔婆小町』、『三島由紀夫 戯曲全集 近代能楽集 葵上』、『名車シリーズ』などのDVDを制作、販売している。また映画作品では『忘れられない、あの夏』がある。他にも『薔薇刑 二十一世紀版三島由紀夫関連の写真集』を制作。 他、車、温泉、健康法、釣り、舞踊、折り紙、などのハウツー作品を150タイトル以上リリース実績がある。
また、アダルト作品のリリースも膨大で、過去にはジュニアアイドルと称して小学生の水着や着エロなどの過激な作品も多数製作販売を行っている。

## 沿革
- 1994年 4月：（旧）日本メディアサプライ株式会社　代表取締役 舟見修二（設立者）。
- 2009年 3月：吸収合併。アストロシステムジャパン株式会社に吸収されるが、社名変更し　（新）日本メディアサプライ株式会社 と変更。
- 2009年 4月：代表取締役に西片光一が就任。
- 2009年10月：本社移転。千代田区神田紺屋町へ移転する。
- 2014年 3月：本社移転。豊島区東池袋へ移転する。
- 2018年 8月：本社移転。豊島区南大塚へ移転する。
- 2020年 4月：代表取締役に小坂井棹理が就任。アムスホールディングス株式会社を吸収合併した。